# Iberolacerta monticola
Iberolacerta monticola är en ödleart som beskrevs av  George Albert Boulenger 1905. Iberolacerta monticola ingår i släktet Iberolacerta och familjen lacertider. Inga underarter finns listade i Catalogue of Life.
Artepitet i det vetenskapliga namnet är bildat av de latinska orden för bergstrakt och invånare.

## Utseende
Denna ödla blir ungefär 8 cm lång och därtill kommer svansen som kan vara upp till 16 cm lång. Artens robusta kropp är avplattad och fingrarna samt tårna är påfallande långa.  Grundfärgen på ovansidan är hos honor blek brunaktig och de har en ljusgrön undersida. Hannarnas grundfärg är intensiv grönaktig eller brunaktig. På grundfärgen förekommer svarta mönster. Hos några äldre hannar kan det finnas blåa punkter på bålens sidor.

## Utbredning
Iberolacerta monticola har flera från varandra skilda populationer i nordvästra Spanien och fram till centrala Portugal. Den lever i låglandet och i bergstrakter upp till 2000 meter över havet. Arten är vanligast i bergstrakter vid trädgränsen. Området kännetecknas av flera buskar och branta klippor. Ödlan hittas även i skogar nära havet eller intill vattendrag.

## Ekologi
Arten håller från november till januari vinterdvala. Under den varma årstiden strider hannar mot varandra om rätten att para sig. Honor lägger vanligen vid ett tillfälle ägg men äldre och robusta honor kan para sig två gånger per år. Honan lägger fyra till nio ägg åt gången. De kläcks tidigast i augusti och senast i oktober. Hos honor infaller könsmognaden efter två år.

## Status
Iberolacerta monticola hotas av landskapsförändringar när jordbruksmark etableras. Ett annat hot är bränder i regionen. För att bevara beståndet upptogs arten i appendix II av Bernkonventionen och i Portugal inrättades ett naturskyddsområde. IUCN kategoriserar arten globalt som sårbar.